# デレック・リオーダン
デレック・ジョージ・リオーダン（Derek George Riordan, 1983年1月16日 - ）は、スコットランド・エディンバラ出身の同国代表サッカー選手。現在は無所属。ポジションはFW（センターフォワード）。

## 来歴
2004-05シーズンに20得点を挙げたことからスコットランドPFA年間最優秀若手選手賞とスコットランドFWA年間最優秀若手選手賞を受賞。2005年にはスコットランド代表として選出されプレーする。
シーズン終了後にはカーディフ・シティFCが50万￡、2006年1月にはレンジャーズFCから40万￡のオファー、FCロコモティフ・モスクワ、1.FCカイザースラウテルン等からも興味をもたれていたが2007年1月セルティックFCに加入した。
2015-16シーズン後半はヨーク・シティFCでプレー。翌シーズンはフリーとなったが、2017年2月27日にスコティッシュ・リーグ2（4部相当）のエディンバラ・シティFCとシーズン末までの契約を結んだ。

## タイトル

### クラブ
セルティック
- スコティッシュ・プレミアリーグ : 2006-07, 2007-08
- スコティッシュカップ : 2007

### 個人
- スコットランドPFA年間最優秀若手選手賞 : 2004-05
- スコットランドFWA年間最優秀若手選手賞 : 2004-05